# Theritas paphia
Theritas paphia är en fjärilsart som beskrevs av Felder. Theritas paphia ingår i släktet Theritas och familjen juvelvingar. Inga underarter finns listade i Catalogue of Life.